# Broddi
Broddi ist ein dreiteiliger Film des DDR-Fernsehens aus dem Jahr 1975. In den Hauptrollen sind Christian Grashof und Jenny Gröllmann zu sehen. Die Regie bei allen drei Folgen führte Ulrich Thein.

## Handlung
Jochen Brodalla, von allen immer nur Broddi genannt, hat es in seinem Leben nie leicht gehabt, denn er wuchs ohne Eltern als Vollwaise in einem Kinderheim auf. Nach seiner Schulzeit mit anschließender Berufsausbildung verpflichtete er sich für mehrere Jahre bei der Nationalen Volksarmee. Nach einigen Jahren bei der Armee will er nun wieder in einem Beruf in der Industrie arbeiten, doch dies ist anfangs gar nicht so einfach für ihn. Durch seine Art und Weise eckt Broddi zunächst bei vielen Kollegen an, darunter auch bei seinem Vorgesetzten.
Eines Tages lernt Broddi die in derselben Stadt wohnende und als Vermesserin arbeitende Christine kennen. Durch ihre frohe Art und Weise bekommt Broddi plötzlich völlig neue Impulse und Gefühle. Durch Christine lernt er auch so langsam die zwischenmenschlichen Beziehungen neu kennen. Die Liebe zu Christine entwickelt sich für Broddi zu einem großen Abenteuer, das ihn sogar bis nach Jerewan und in die armenischen Berge führt.

## Episoden
- Teil 1: Der Tischherr/Länge: 103 Minuten/Erstausstrahlung: 13. Mai 1975
- Teil 2: Glück auf – Glück ab/Länge: 101 Minuten/Erstausstrahlung: 15. Mai 1975
- Teil 3: Sei sauber, wenn du ankommst/111 Minuten/Erstausstrahlung: 18. Mai 1975

## Produktion und Hintergründe
Der Film wurde im Jahr 1974 an verschiedenen Schauplätzen in der Deutschen Demokratischen Republik und in Armenien gedreht.
Die Erstausstrahlung aller drei Teile erfolgte Mitte Mai 1975 jeweils zur Hauptsendezeit im 1. Programm des DDR-Fernsehens.